# Bifrost Ledge
Bifrost Ledge är en bergstopp i Antarktis. Den ligger i Östantarktis. Nya Zeeland gör anspråk på området. Toppen på Bifrost Ledge är 1 460 meter över havet.
Terrängen runt Bifrost Ledge är kuperad åt sydost, men åt nordväst är den bergig. Trakten är obefolkad. Det finns inga samhällen i närheten. 